# John Payne (rugbysta)
John Payne (ur. 19 marca 1858 w Broughton, zm. 24 stycznia 1942 w Manchesterze) – angielski rugbysta, reprezentant kraju, krykiecista.
W latach 1882–1885 rozegrał siedem spotkań dla angielskiej reprezentacji zdobywając jednego gola. W krykiecie reprezentował Cambridge University Cricket Club i Lancashire County Cricket Club.